# フェイ・ウェルドン

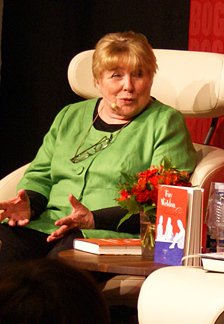
2008年のフェイ・ウェルドン

フェイ・ウェルドン（Fay Weldon, 1931年9月22日 - 2023年1月4日）は、イギリスの作家、エッセイスト、劇作家である。

## 人物・来歴
バーミンガムのフランクリン生まれ。母も祖母も小説を書いたことがあった。ニュージーランドのクライストチャーチで育ち、6歳の時両親が離婚し、医師の父とコロマンデル、オークランドで育つ。1946年、母、姉とともにイングランドに戻る。スコットランドのセント・アンドリュース大学で心理学と経済学を学ぶ。1952年に修士号を取得し、ロンドンに戻って外務省職員として勤務。
1963年にテレビとラジオの放送作家になり、1967年初の長編小説「太った女のジョーク」を刊行。以後30点以上の長編、短篇などを刊行している。1983年の『魔女と呼ばれて』（映画「シー・デビル」の原作）が最も成功した。
2023年1月4日早朝、死去。

## 日本語訳
- 『魔女と呼ばれて』森沢麻里 訳. 集英社, 1990　のち文庫
- 『女ともだち』堤和子 訳. 新水社, 1991
- 『男心と男について』矢倉尚子 訳. 集英社, 1991
- 『ジョアンナ・メイのクローンたち』森沢麻里 訳. 集英社, 1992
- 『届かない手紙レベッカ・ウエスト』田嶋陽子 訳. 山口書店, 1997.8